# SquirrelMail
SquirrelMail ist ein in PHP geschriebenes Open-Source-Webmailfrontend. Es nutzt die in PHP integrierten IMAP- und SMTP-Funktionen zum Empfang und Versand von E-Mails über vorhandene SMTP- und IMAP-Server. Es lässt sich auf jedem Webserver installieren, solange PHP vorhanden ist und der Server Zugriff auf einen SMTP- oder IMAP-Server hat. Die Oberfläche lässt sich ohne JavaScript verwenden und ist HTML-4.0-konform.
SquirrelMail lässt sich durch eine Reihe von Plug-ins erweitern, zum Beispiel Spamfilter und Rechtschreibprüfung.
Die aktuelle Programmversion 1.4.23-svn ist getestet bis PHP Version 8.1 und wurde Ende 2021 freigegeben. Sie ersetzt Version 1.4.22, welche nur bis PHP-Version 5.3 lauffähig war.
Das Kürzel SVN, für Apache Subversion zeigt an, dass mittlerweile Fehlerbereinigungen und kleinere Erweiterungen nicht mehr unmittelbar als neue Versionsnummern veröffentlicht werden, sondern dass die jeweils aktuelle Hauptversion direkt im Versions-Kontrollsystem im Sinne von Rolling Releases weiter gepflegt wird.
Daneben werden Entwicklerversionen gepflegt und vorgehalten, die neue Erweiterungen und optische Verbesserungen enthalten, aber noch nicht als stabil angeboten werden. Die aktuelle Entwicklerversion ist 1.5.2-svn.
Historisches:
Am 16. Juni 2009 drangen unbekannte Hacker in den Webserver von SquirrelMail ein, wobei Passwort-Module modifiziert wurden.
Am 19. April 2018 verkündete cPanel in deren Blog, SquirrelMail als Webmail-Option aus cPanel zu entfernen.

## Voraussetzungen
Für den Betrieb von SquirrelMail auf dem Webserver ist kein spezielles Betriebssystem erforderlich, da es lediglich PHP als Interpreter benötigt. Für die Nutzung als Webmailer durch den User sind nur ein Webbrowser und entsprechende Zugangsdaten zum Maildienst Bedingung.
Viele preiswerte Webhoster stellen ein betriebsbereites SquirrelMail als Standard-Webmail zur Verfügung oder bieten es zur automatischen Installation an.

## Varianten
Da SquirrelMail nach wie vor ein sehr konservatives Layout anbietet, finden sich Entwicklungsvarianten, die ein anderes Design beifügen. Dazu gehören die GPL-Forks Squirrel-Cangrejo, Squirrel-Overlook und Squirrel-Outlook, sowie Nutsmail mit kostenpflichtigen Skins. Letzteres hat sich auch der Nutzung auf mobilen Geräten gewidmet, wofür nach Browsererkennung ein vereinfachtes Layout geschaltet wird.